# Hibijské nepokoje

Demonstranti v Hibijském parku během nepokojů

Hibijské nepokoje (日比谷焼打事件) probíhaly v Tokiu mezi 7. a 9. zářím 1905. Obyvatelé Tokia protestovali proti podmínkám stanoveným Portsmouthskou smlouvou, která ukončila rusko-japonskou válku. Když se policie pokusila protesty potlačit, rozšířily se nepokoje po celém městě, trvaly dva dny a zemřelo při nich 17 lidí. Nepokoje přivodily pád kabinetu Taró Kacury. Demonstrace provázená násilnostmi zahájila éru lidového násilí.

## Pozadí
Soupeření imperialistických mocností v severovýchodní Asii trvalo po desetiletí a napětí mezi Ruskem a Japonskem přerostlo v rusko-japonskou válku probíhající od srpna 1904 do září 1905. I když japonské císařské námořnictvo rozdrtilo ruské carské námořnictvo v bitvě bitvě u Cušimy a na souši japonská císařská armáda dobyla Port Artur a přesvědčivě porazila ruská vojska bitvě u Mukdenu, japonské síly v Mandžusku byly přetíženy a japonská ekonomika nebyla tak výkonná, aby mohla trvale podporovat válečné úsilí.
Po měsíc trvajícím jednání mezi Japonskem a Ruskem byla 5. září 1905 podepsána Portsmouthská smlouva, která oficiálně ukončila rusko-japonskou válku a potvrdila japonské vítězství. Skupiny aktivistů nejrůznějšího zaměření svolaly po oznámení obsahu smlouvy shromáždění do Hibijského parku v centru Tokia. Chtěli protestovat proti podmínkám, které byly toho dne zveřejněny a které považovali za ponižující. Neznali skutečnou povahu situace a mnozí považovali podmínky smlouvy přijaté japonskou vládou za příliš shovívavé vůči Rusku, které bylo na hlavu poraženo. Zejména je pobouřilo, že dobytá území na poloostrově Liao-tung a severní polovině Sachalinu budou navrácena Rusku a že ruská vláda nebude platit žádné válečné reparace.

## Průběh
Dav protestujících proti vládě se začal shromažďovat v Hibijském parku brzy večer 5. září, jen aby zjistil, že tokijské metropolitní policejní oddělení shromáždění zakázalo a zabarikádovalo brány parku. Postupně se rozrostl na 30 tisíc lidí, ale policie stále odmítala otevřít brány. Hněv demonstrantů přerostl v násilnosti, vydali se na pochod směrem k císařskému paláci a další dva dny řádili po celém městě. Výtržníci se zaměřili zejména na budovy a organizace spojené s vládou, policií, Ruskem a Spojenými státy, které zprostředkovaly podmínky smlouvy z Portsmouthu. Byla poškozena zařízení ministerstva zahraničních věcí, bylo zapáleno a zničeno mnoho policejních stanic a policejních budek a pět lidí zaútočilo na sídlo ministerstva vnitra, jedno z křídel se jim podařilo zapálit. Demonstranti se pokusili zapálit katedrálu Svatého vzkříšení Japonské pravoslavné církve, která měla úzké vazby na Rusko, ale lidé budovu uchránili. Škody na majetku utrpěla americká diplomatická mise v Tokiu a také americké misionářské církve.
K obnově pořádku vyhlásila vláda 6. září stanné právo.

## Důsledky

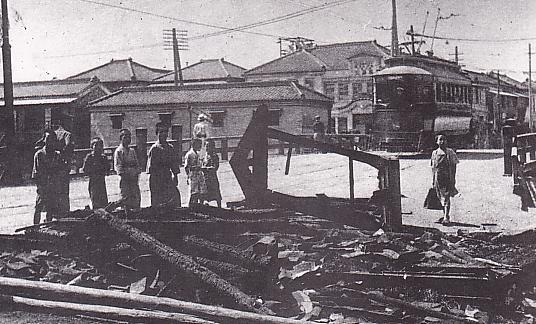
Následky

Než byl 7. září konečně obnoven pořádek, rozzlobené davy zničily nebo poškodily více než 350 budov, včetně 70 procent policejních budek ve městě. Sedmnáct lidí bylo zabito, více než 450 policistů, 48 hasičů a civilistů bylo zraněno. Zatčených za účast na nepokojích bylo více než dva tisíce, přičemž 104 se dostalo před soud a 87 bylo shledáno vinnými ze zločinů. Zprávy o násilí v Tokiu inspirovaly podobné nepokoje v Kóbe a Jokohamě a ještě několik měsíců probíhaly po celém Japonsku stovky nenásilných protestů, veřejných projevů a shromáždění. Stanné právo bylo odvoláno 29. listopadu.
Hibijské nepokoje a další protesty přímo přispěly k pádu ministerského předsedy Taró Kacury a jeho kabinetu 7. ledna 1906. Ve funkci jej vystřídal úhlavní nepřítel Kinmoči Saiondži, který se pokusil omezit vliv armády v politických záležitostech.
Incidentem začíná období, které historici nazývají érou lidového násilí (民衆 騒 擾 期). V dalších třinácti letech Japonskem otřáslo několik násilných protestů (v samotném Tokiu se jich odehrálo devět), které vyvrcholily rýžovými nepokoji v roce 1918.